# Хачикян, Левон Степанович
Левон Степанович Хачикян (арм. Լևոն Ստեփանի Խաչիկյան; 1918—1982) — советский и армянский историк, доктор исторических наук, профессор, действительный член АН АрмССР (1971; член-корреспондент с 1963). Директор Института древних рукописей Матенадаран (1954—1982). Заслуженный деятель науки Армянской ССР (1968). Лауреат Государственной премии Армянской ССР (1985).

## Биография
Родился 1 мая 1918 года в Ереване.
С 1935 по 1940 год обучался в Ереванском государственном университете. 
С 1943 года на научно-исследовательской работе в Институте древних рукописей Матенадаран в должностях: с 1943 по 1944 год — библиограф, с 1944 по 1951 год — заведующий отделом и с 1954 по 1982 год — директор этого института.
Одновременно с работой в Институте древних рукописей с 1947 по 1954 год являлся старшим научным сотрудником Института истории АН Армянской ССР.

### Научно-педагогическая деятельность и вклад в науку
Основная научно-педагогическая деятельность Л. С. Хачикяна была связана с вопросами в области библиографии и историографии, занимался исследованиями в области источниковедения и истории армянского средневековья, общественными и экономическими движениями армянского народа. Л. С. Хачикян занимался изучением  истории армянской культуры и научной мысли, истории средневековых армянских колоний, древнеармянской письменности и памятных записей армянских рукописей XIV-XV веков. Он являлся членом редакционного совета энциклопедии «История армянского народа».
В 1962 году защитил докторскую диссертацию на соискание учёной степени доктор исторических наук по теме: «Памятные записки армянских рукописей XV века». В 1966 году ему присвоено учёное звание профессор. В 1963 году был избран член-корреспондентом, в 1971 году — действительным членом АН Армянской ССР. Л. С. Хачикян было написано более двухсот научных работ, в том числе монографий и научных статей опубликованы в ведущих научных журналах.
Скончался 12 марта 1982 года в Ереване.

## Основные труды
- Памятные записки армянских рукописей XV века. - Ереван, 1955. - 816 с.
- О важных первоисточниках по истории армянского искусства: II Междунар. симпозиум по арм. искусству : [Докл.]. - Ереван : Изд-во АН АрмССР, 1978.
- Армяне в древней Москве и на путях, ведущих в Москву: [монография] / Левон Хачикян ; пер. с арм. Л. Степанян. - Ереван : Наири, 2009. - 163 с. ISBN 978-5-550-01580-3[3]

## Награды, звания и премии
- Орден Дружбы народов
- Заслуженный деятель науки Армянской ССР (1968)
- Государственная премия Армянской ССР (1985)
- Премия имени М. Маштоца АН АрмССР (1969)[1][2]